# Клебург (пфальцграфство)
Пфальцграфство Клебург (нем. Pfalz-Kleeburg) — феодальное княжество Священной Римской империи, существовавшее с 1604 (когда выделилось из Пфальц-Цвейбрюккена) до 1731 года, когда вошло в состав пфальцграфства Цвейбрюккен-Биркенфельд. Центром княжества был эльзасский город Клебург.
Пфальцграфство было выделено для Иоганна Казимира, младшего сына Иоганна I Цвейбрюккенского. После брака с Катариной Шведской, старшей из выживших дочерей короля Швеции Карла IX, их сын Карл Густав унаследовал в 1654 году шведский трон, а Клебург перешёл во владение младшего сына Адольфа Иоганна. Его старший сын, Адольф Иоганн II, наследовал отцу и умер бездетным, Клебург перешёл младшему сыну, Густаву Самуилу Леопольду. В 1718 году он унаследовал пфальцграфство Цвейбрюккен, и после его смерти Клебург перешёл к линии Цвейбрюккен-Биркенфельд.

## Список пфальцграфов Клебурга
- 1604—1652 Иоганн Казимир, третий сын пфальцграфа Иоганна I Цвейбрюккенского (1550—1604).
- 1652—1654 Карл Густав, с 1654 король Швеции
- 1654—1689 Адольф Иоганн I
- 1689—1701 Адольф Иоганн II
- 1701—1731 Густав Самуил Леопольд